# Så firade vi jordens undergång
Så firade vi jordens undergång (originaltitel: Cum mi-am petrecut sfârşitul lumii) är en rumänsk långfilm från 2006 i regi av Cătălin Mitulescu. Filmen var Mitulescus långfilmsdebut.

## Handling
Filmen handlar om 17-åriga Eva och hennes 7-åriga bror Lilu och utspelar sig i Bukarest under kommunistledaren Nicolae Ceauşescus sista år vid makten. Efter att Eva relegerats från sin skola skickas hon till en teknisk skola där hon träffar Andrei. De båda planerar att fly från Rumänien genom att simma över Donau till Jugoslavien och vidare till Italien. Samtidigt är Lilu och hans vänner med i en barnkör som ska få sjunga för Ceauşescu och hoppas därigenom få möjlighet att avsätta diktatorn.

## Rollista

### Familjen Matei
| Dorotheea Petre  | – Eva Matei       |
| Timotei Duma     | – Lalalilu Matei  |
| Carmen Ungureanu | – Maria Matei     |
| Mircea Diaconu   | – Grigore Matei   |
| Jean Constantin  | – Farbror Florică |

### Lilus vänner
| Valentino Marius Stan | – Tarzan  |
| Marian Stoica         | – Silvică |

### Evas vänner
| Cristian Văraru | – Andrei, Evas vän               |
| Ionuţ Becheru   | – Alexandru Vomică, Evas pojkvän |

### Övriga
| Valentin Popescu      | – musikläraren |
| Grigore Gonta         | – Ceauşică     |
| Florin Zamfirescu     | – rektorn      |
| Monalisa Basarab      | – körlärare    |
| Corneliu Ţigancu      | – Bulba        |
| Nicolae Enache Praida | – Titi         |